# Millennium Dome Show

Die Millennium Dome Show, Mitte der Vorstellung im Oktober 2000

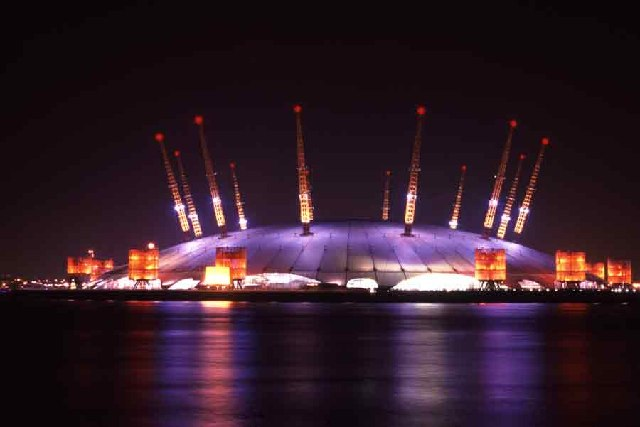
Der Millennium Dome bei Nacht im September 2000

Die Millennium Dome Show war eine multimediale Theateraufführung, die zur Feier des Jahres 2000 im Millennium Dome in London, England, aufgeführt wurde.

## Hintergrund
Peter Gabriel schrieb, dass die Geschichte die Vergangenheit, Gegenwart und die Zukunft widerspiegeln soll:
- In Act I ist die Natur der Fokus, dieser Teil ist in der landwirtschaftlich geprägten  Vorgeschichte angesiedelt.
- Act II steht für die industrielle Periode.
- Act III geht in die Zukunft und integriert Natur und Technologie.

The Story of OVO erzählt die Geschichte der drei Stufen der menschlichen Evolution durch das Leben von drei Generationen einer Familie im Übergang.

## Entstehung
Regie führte britischer Film- und Theaterschauspieler, Regisseur und Musiker Douglas Hodge, der die Show zusammen mit dem englischen Singer-Songwriter und Rock-Musiker Peter Gabriel und dem englischen Architekten Mark Fisher schrieb.
Fisher entwarf die Show, während Gabriel die Musik für den Soundtrack komponierte, die später als sein drittes Soundtrack-Album und sein zwölftes Album insgesamt OVO veröffentlicht wurde. Micha Bergese war der künstlerische Leiter. Verantwortlich als Produktionsleiter, für technisches und Produktionsmanagement, Logistik und Kommunikation sowie Messelieferung war Paul Cockle.
In den Real World Studios sollte Richard Evans das Millennium-Projekt bearbeiten und Richard Chappell das geplante Album Up. Letztlich arbeiten dann doch beide an dem Millennium-Projekt.  Für Peter Gabriel und Mark Fisher war es von größter Wichtigkeit, die Geschichte für die Show zu schreiben, und sie verbrachten viel Zeit mit Besprechungen, um sie auszuarbeiten. Richard Chappell und Richard Evans entwickelten auf der Basis von 3-D-Animationen der Show die Musikstücke, um diese auf die drei Akte der Show abzustimmen. Richard Chappell beschäftigte sich mit der Koordinierung und Musikprogrammierung sowie der Arbeit an der Musik für Akt 2, der Industriemusik. Richard Evans hat hauptsächlich an den Akten 1 und 3 gearbeitet und eine Menge Musik gespielt. Dave Bottrill erstellte die Abmischung der Musiktitel.

## Aufführung
Die Millennium Dome Show wurde in der Mitte des Dome aufgeführt. Sie wurde am 1. Januar 2000 eröffnet und 999-mal für je maximal 12.000 Zuschauer aufgeführt, bevor sie am 31. Dezember desselben Jahres eingestellt wurde. Die Show wurde von 187 Darstellern und 160 Technikern dreimal täglich auf die Bühne gebracht und wurde insgesamt von etwa 6,5 Millionen Zuschauern gesehen.

## Nachwirkungen
Die Bühne und die Kulissen sind jetzt Teil der Toy Story Midway Mania in den Disney’s Hollywood Studios bei Orlando, Florida, USA, an deren Entwicklung Douglas Hodge beteiligt war.

## The Story of OVO
Die der Millennium Dome Show zugrunde liegende Geschichte von OVO wurde unter dem Titel The Story of OVO im als CD-Booklet gestalteten Comic mit 46 Seiten veröffentlicht, das Teil der CD-Edition mit dem Titel OVO: The Millennium Show war.
Die Romeo-und-Julia-ähnliche Geschichte in der Show, die als Allegorie für die Einheit der Menschheit zwischen Natur und Technologie dient, drehte sich um eine Fehde zwischen den „Erdmenschen“ (Earthpeople) und den „Himmelsmenschen“ (Skypeople). Ein Junge aus dem Himmel (Skyboy) und ein junges Mädchen von der Erde (Sofia) verliebten sich ineinander, aber die Fehde zwischen ihren Völkern machte es ihnen schwer, sich zu treffen. Schließlich erlitt das Erdvolk eine vernichtende Niederlage, die es schließlich dazu brachte, sich mit dem Himmelsvolk zu versöhnen und zu vereinen. Am Ende der Show flogen die Liebenden gemeinsam in eine bessere Zukunft und symbolisierten damit den Beginn des neuen Jahrtausends.